# Маркиз де Дали де Пуболь
Маркиз де Дали де Пу́боль (исп. marquesado de Dalí de Púbol), более известный как маркиз де Пу́боль, — испанский дворянский титул, созданный королём Испании Хуаном Карлосом I 24 июля 1982 года для Сальвадора Дали, выдающегося испанского художника, яркого представителя сюрреализма.

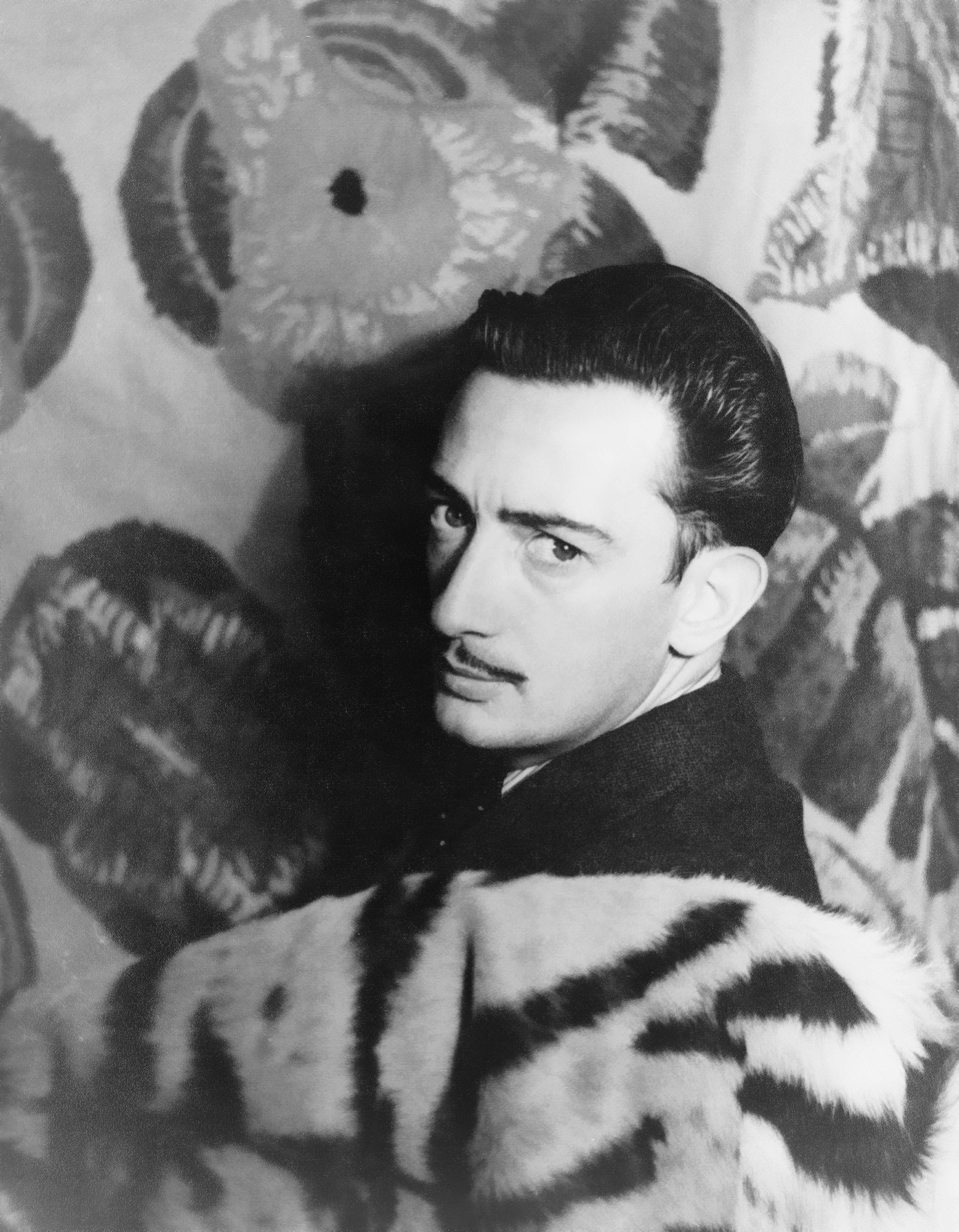
Сальвадор Доме́нек Фелип Жасинт Дали и Доме́нек, маркиз де Дали де Пу́боль

## Название
Название ссылается на фамилию отца и на Замок Пуболь, находящийся в деревне Пуболь, в провинции Жирона, место жительства художника.

## Письмо о пожаловании титула
Текст изложения и устройство Королевского Указа гласит:

«Принимая во внимание заслуги и деяния, которые образуют особый дар художника Сальвадора Доменека Дали, чьи работы являются одними из самых выдающихся художественных произведений нашего времени, в знак Нашего Королевского уважения к его личности, и признания его исключительного вклада в испанскую культуру XX века, Мы решили даровать титул маркиза де Дали де Пуболь ему и его наследникам, с освобождением от налогов для первого титулованного и первого наследника.
Сим обнародуем Королевский Указ, данный в Мадриде двадцать четвёртого июля тысяча девятьсот восемьдесят второго года».

В принципе, титул был предоставлен вечный и наследственный. Однако, по специальному запросу гранда, титул стал пожизненным:

Согласившись на предложение Дона Сальвадора Доменека Дали, маркиза де Дали де Пуболь, в том, что такая дворянская милость, вечное в его создании, становится пожизненным, учитывая его положение вдовства, отсутствие потомства и считаю, что присуждение столь почетной награды, основанная на заслугах и личных обстоятельствах.
Я прихожу к соглашению, что дворянский титул маркиза де Дали де Пуболя, милосердие, созданное с вечным характером, теперь на всю жизнь и связан с выдающимся живописцем, которому он был дарован.
Подарено в Мадриде 20 апреля 1983 года.

## Описание герба
Щит четырёхугольный с округлым основанием. На нём на жёлто-золотом фоне изображён чёрный орёл, повернувший свою голову налево. Щит герба увенчан короной маркиза и окружён лентой и знаком ордена Карлоса III.

## Список маркизов де Дали де Пуболь
| №                                 | Период                            | Портрет                           | Герб                              | Носитель                                                                | Монарх        |
| --------------------------------- | --------------------------------- | --------------------------------- | --------------------------------- | ----------------------------------------------------------------------- | ------------- |
| Создание титула Хуаном Карлосом I | Создание титула Хуаном Карлосом I | Создание титула Хуаном Карлосом I | Создание титула Хуаном Карлосом I | Создание титула Хуаном Карлосом I                                       | Хуан Карлос I |
| 1                                 | 1982—1989                         |                                   |                                   | Сальвадор Доме́нек Фелип Жасинт Дали и Доме́нек, маркиз де Дали де Пу́боль | Хуан Карлос I |

## История
- Сальвадор Доме́нек Фелип Жасинт Дали и Доме́нек (11 мая 1904 — 23 января 1989), маркиз де Дали де Пуболь (24 июля 1982 — 23 января 1989), женился на Елене Ивановне Дьяконовой «Гала» (26 августа 1894 — 10 июня 1982). Потомков у них не было.

В своём завещании в Пуболе (Жирона), 20 сентября 1982 года он передал всё своё наследие испанскому государству. Министерство экономики и финансов и в Министерстве культуры сочли целесообразным принятие наследства художника.